# Pyssylampi
Pyssylampi är en sjö i kommunen Kuhmo i landskapet Kajanaland i Finland. Sjön ligger 159,2 meter över havet. Den är 8,46 meter djup. Arean är 1,42 kvadratkilometer och strandlinjen är 8,25 kilometer lång. Sjön  ingår i Uleälvens huvudavrinningsområde.   Den ligger omkring 82 kilometer öster om Kajana och omkring 500 kilometer nordöst om Helsingfors. 